# Mayke Dähn
Mayke Dähn (* 23. September 1991 in Dormagen) ist eine deutsch-slowenische Schauspielerin, Hörspiel-, Hörbuch- und Synchronsprecherin.

## Leben
Ihre Schauspielausbildung absolvierte Dähn an der Arturo Schauspielschule in Köln von 2011 bis 2015. Sie wirkte bereits in Filmen, Serien, Theaterproduktionen und Werbung mit. Unter anderem hört man ihre Stimme in der Lidl-Werbung. Zuvor war sie bereits mit kleineren Sprechrollen für VW und Deichmann tätig.

## Filmografie
- 2016: Der Lehrer (Fernsehserie, Folge 4x13)
- 2017: Strict Rules
- 2017: Unter uns (Fernsehserie, Folge 5667–5668)
- 2020: SOKO Köln (Fernsehserie, Folge 19×01)
- 2020–2022: Bettys Diagnose (Fernsehserie, 7 Folgen)
- 2023: Ohne Wahrheit

## Theaterrollen
- 2014: Lysistrata (Arturo Theater Köln, Regie: Carl Weinknecht)
- 2014: Linie 1 (Arturo Theater Köln, Regie: Heike Beutel)
- 2014: Fahrräder könnten eine Rolle spielen (Arkadas Theater Köln, Regie: Carl Weinknecht)
- 2015: Übergewicht, unwichtig: Unform (Arturo Theater Köln, Regie: Volker Schmalöer)
- 2015: Homo Empathicus (Arturo Theater Köln, Regie: Volker Schmalöer)
- 2016: Das erste Mal (Horizont Theater Köln, Regie: Marcel Eid)
- 2016: Der Schauspieldirektor (Hochschule für Musik und Tanz Köln, Regie: Fiona Flatow)
- 2016–2018: Passagier 23 (Westfälisches Landestheater, Regie: Lothar Maninger)

## Sprechertätigkeiten

### Filme
- 2017: Girls und Panzer: Der Film – Masayo Kurata als Rukuriri
- 2018: Level 16 – Katie Douglas als Vivien
- 2019: Saga Of Tanya The Evil - The Movie als Tanya Degretschow

### Serien
- 2016: Food Wars! Shokugeki no Soma – Saori Gotou als Nao Sadatsuka
- 2016: Food Wars! Shokugeki no Soma als Mitarbeiterin
- 2016: Yo–kai Watch als Film Crew
- 2016: Call the Midwife – Ruf des Lebens
- 2017: Class als Mädchen
- 2018: Higurashi no Naku Koro ni als Mion Sonozaki
- 2018: Saga of Tanya the Evil als Tanya Degretschow
- 2019: Gösta als Göstas Kollegin Lotta
- 2021–2023: Dragons – Die 9 Welten als Alex Gonzales
- 2022: Kuma Kuma Kuma Bär als Yuna

### Youtube
- 2018: Domininon

## Hörspiele und Hörbücher (Auswahl)
- 2019: Frank Goldammer, Martin Nusch: Tausend Teufel (Audible-Hörspiel, Kommissar Max Heller 2)
- 2022: Pete Johnson: Wie man im Chaos überlebt, Kids Audio/Audible